# Philipp Muttone

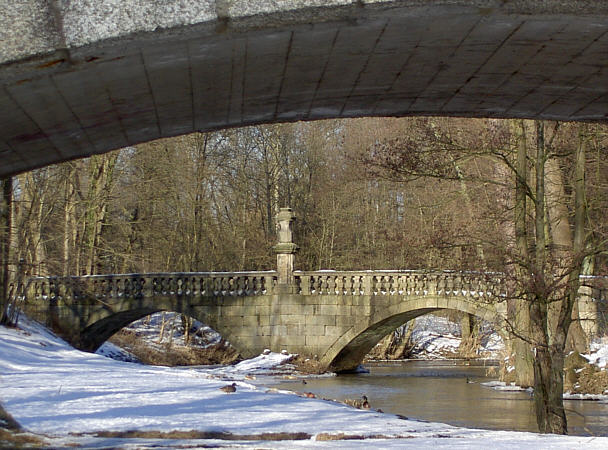
Die so genannte „Muttone-Brücke“ im Garten des Klosters Waldsassen

Johann Jacob Philipp Muttone (* 6. Juli 1699 in Waldsassen; † 11. November 1775 ebenda) war ein Baumeister im Oberpfälzer Stiftland (Landkreis Tirschenreuth).
Muttone wurde 1699 als Sohn des Francesco Antonio Muttoni aus Cima, eines italienischen Architekten und einer Bäckerstochter aus Waldsassen geboren. Er war von 1733 bis zu seinem Tod im Jahr 1775 unter anderem Baumeister und Baudirektor des Klosters Waldsassen, in dem er als „Frater Lipp“, also als Laienbruder, wirkte. Bauherren waren u. a. die Äbte Alexander Vogel und Wigand Deltsch.
Bedeutende Bauwerke des Stiftlandes, dessen architektonische Landschaft er bedeutend mitprägte, stammen aus seiner Hand. Als häufigsten Baustoff verwendete Muttone den einheimischen Granit, der in keinem seiner Bauten fehlte.

## Bauten von Muttone
- Fischhofbrücke in Tirschenreuth
- Muttone-Brücke im Klostergarten Waldsassen
- St. Jakobus (Marchaney)
- Schloss Fockenfeld ehemaliger Sommersitz der Waldsassener Äbte, seit 1955 Sitz einer privaten, katholischen Weiterbildungsstätte (Spätberufenenschule)[2]
- „Waldsassener Kasten“ in Weiden, er diente ursprünglich als Getreidelager für die landwirtschaftlichen Liegenschaften des Klosters Waldsassen im Weidener Umland; heute Sitz des Internationalen Keramikmuseums Weiden als Zweigstelle der Münchner Neuen Sammlung und einer Regionalbibliothek

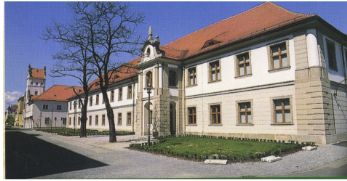
Waldsassener Kasten

- Expositurkirche St. Laurentius in Stein
- Pfarrkirche Mariä Himmelfahrt in Beidl
- Kirche St. Agatha in Neuhaus (Ortsteil von Windischeschenbach)
- Pfarrhof in Luhe
- Pfarrhof in Leonberg
- Pfarrhof in Münchenreuth
- Pfarrhof in Schwarzenbach
- Pfarrhof in Tirschenreuth
- Pfarrhof in Wondreb
- Pfarrhof Wurz, Gemeinde Püchersreuth, von 1776–1778